# Jean-François Parent
Pour les articles homonymes, voir Parent.
Jean-François Parent, né le 25 novembre 1930 à Paris et mort le 2 décembre 2017 à Grenoble, est un ingénieur et urbaniste.
Diplômé en 1952 de l’École supérieure d'ingénieurs en génie électrique (ESIGELEC) et urbaniste DIUPP (diplôme de l’institut d’urbanisme de l’université de Paris). Il a en particulier participé en première ligne à la conception et la construction de la Villeneuve de Grenoble et d’Échirolles dans l’Isère.

## Biographie

### Débuts
En 1953, pendant 18 mois, Jean-François Parent participe, pour l’aéronavale, à la construction d’un aéroport (équipement électrique) en tant qu'ingénieur mécanicien de la Marine.
De 1954 à 1961, il est ingénieur d’études et de chantiers pour des aménagements de génie civil. Il travaille pour EDF et l’industrie métallurgique et chimique du Nord et de l’Est.
Il poursuit dans ce même temps une formation continue en construction civile au CNAM.

### Ingénieur et urbaniste
Jean-François Parent suit des études à l’Institut d’urbanisme de l’université de Paris et aux beaux-arts (atelier d’urbanisme Gutton-Auzelle) de 1961 à 1964. En 1964, il participe à la création d’une SCOP : l’ACTUA (atelier coopératif technique, urbanisme et architecture) puis entre à l’AUA (Atelier d’urbanisme et d’architecture), une autre SCOP regroupant une douzaine de d’architectes, d’urbanistes, de paysagistes et d’ingénieurs. L’AUA sera dissout en 1985.
Jusqu’en 1967, J.F Parent exerce comme urbaniste conseil pour différentes communes de la région parisienne. Dans un même temps, il est maître de conférences à l’École nationale des ponts et chaussées.
Au printemps 1966, il obtient un contrat pour la création de l’Agence d’urbanisme de Grenoble. Il y est chargé du projet Villeneuve et participe à l’élaboration de schéma directeur d'aménagement et d'urbanisme (SDAU).
En 1969, il s’installe à Grenoble avec sa famille, à l’occasion d’un deuxième contrat pour la création de l’UER d’urbanisme de Grenoble. Cet UER, dont le directeur est alors Jean Verlhac, deviendra l’Institut d'urbanisme de Grenoble. Il y travaille avec Christian Lacroix.
En 1971, il est en contrat avec la SADI (Société d’aménagement du département de l’Isère, actuellement Territoires 38), dont Jean-Paul Baïetto sera directeur à partir de 1975.
Jean-François Parent est responsable des études opérationnelles de la Villeneuve (Grenoble et Échirolles), à la tête d’une équipe de 12 personnes.
Il quitte l’AUA en 1978 pour devenir salarié de la SADI, et travaille sur la Villeneuve jusqu’en 1983, date de l’élection d’Alain Carignon à la mairie de Grenoble qui le décharge du dossier.
Il intervient alors, toujours dans le cadre de la SADI, pour d’autres communes de l’agglomération : le Pont-de-Claix, Domène, Eybens, Saint-Martin-le-Vinoux… : aménagement de ZAC d’habitat et d’activités économiques.
En 1986, secrétaire du Comité d’entreprise de la SADI, il entre en conflit avec la direction de cette société qui, sous l’influence du Conseil Général, cherche à réduire l’activité de cette SEM.
Il est mis en préretraite en 1988 et habite jusqu'à la fin de ses jours dans le quartier de la Villeneuve de Grenoble.

### Fonctions publiques
Jean-François Parent est nommé administrateur de l’Office HLM de Grenoble, à titre de personnalité qualifiée, et poursuit diverses études sur le patrimoine industriel en liaison avec le Musée dauphinois.
Élu en 1995 sur la liste de Michel Destot, après une campagne menée par un mouvement politique local, GO Citoyenneté, il est conseiller municipal délégué au logement social et président de l’office HLM de Grenoble : l’OPALE (actuellement ACTIS). L’OPALE gère 10 000 logements sociaux dont la majorité sur la ville de Grenoble. Il présidera cet organisme jusqu’en 2001 et ne se représente pas.
Membre du conseil de développement de la communauté d'agglomération Grenoble Alpes Métropole (la Métro), il s’intéresse aux évolutions de la chimie grenobloise et au projet d’agglomération.
Il poursuit sa collaboration avec le Musée Dauphinois, dans le domaine du patrimoine, en particulier industriel.

## Publications
- L’adolescence d’un nouveau pouvoir communal (en collaboration avec Christian Lacroix et d’autres), Université des Sciences Sociales, 1978. Cet ouvrage a pour thèmes les GAM (groupes d’action municipale) et les municipalités Dubedout à Grenoble).
- Villeneuve de Grenoble et Echirolles : objectifs et réalisation, Ed SADI, 1975, réédité jusqu’en 1978.
- Le Roman des Grenoblois, 1840-1980, livret d’une exposition réalisée au Musée Dauphinois. Ed Grenoble Info 1982.
- Grenoble, deux siècles d’urbanisation. PUG 1982
- Paysage et politique de la ville, Grenoble 1965-1985  (avec J. Joly). PUG 1988
- Les industries de la région grenobloise (avec H. Morsel) ; PUG 1991
- Deux hommes, une ville : Mistral, Dubedout, Grenoble. (avec JL Schwartzbrod). La Pensée Sauvage, 1995
- La Fure, une vallée singulière. La Pensée Sauvage, 1999.
- 80 ans de logement social à Grenoble (en collaboration). Ed OPALE 2000
- 30 ans d’intercommunalité. La Pensée Sauvage, 2002. (l’intercommunalité grenobloise)
- Aménager un territoire – L’agglomération grenobloise et son avenir, La Pensée Sauvage, 2005
- De la houille blanche à la microélectronique.  Recueil de séminaires, sous la direction de JF Parent et Cécile Gouy-Gilbert. Conseil Général de l’Isère 2006
- Atlas du patrimoine industriel. Sous la direction de JF Parent et Cécile Gouy-Gilbert. Conseil Général de l’Isère 2007.

## Archives privées
Les archives privées de Jean-François parent concernant la Villeneuve à Grenoble sont conservées aux Archives départementales de l'Isère.